# سبک زندگی ایرانی-اسلامی
سبک زندگی ایرانی-اسلامی به‌طور کلّی به سبک‌های گوناگون زندگی همهٔ ایرانیان مسلمان گفته می‌شود. از نگاه حاکمیّتِ جمهوری اسلامی ایران، گونه‌ای سبک زندگی است که برپایهٔ آمیختگی دو فرهنگ ایرانی و اسلامی باشد و در واقع، زیستن به خواستِ دیدگاهِ آنان از اسلام، زندگی و ایرانی‌بودن باشد؛ به‌طور ویژه فقه شیعه آن را تبیین می‌کند، از سوی سازمان تبلیغات اسلامی بیان می‌گردد و به‌طور گسترده در سخن سران سیاسی آن کشور و سیاستمداران فرهنگی مهم انگاشته می‌شود.

شکل‌گیری این سبک از دهه ۱۳۷۰ آغاز شد که برپایهٔ این باور است که «آموزه‌های دینی اسلام بیگانه با سبک زندگی نیست» و «هیچ موضوعی در زندگی وجود ندارد که در دین اسلام نکته و آموزه‌ای در مورد آن نداشته باشد.» ویژگی‌های این سبک تنها از سوی رسانه‌ها و کتاب‌های حوزوی تعریف شده و بررسی آکادمیک نشده است. در ۱۳۹۳/۰۸/۱۷ به سازمان صدا و سیمای ایران مأموریتی از سوی رهبر معظم ایران، علی خامنه‌ای محول شد که آن را «مأموریت خطیر هدایت و مدیریت فرهنگ و افکار عمومی جامعه به مثابهٔ دانشگاه عمومی، با تکیه بر فعالیت‌ها و برنامه‌های حرفه‌ای پیشرفته و عمیق رسانه‌ای، وظیفه گسترش دین و اخلاق و امید و آگاهی و ترویج سبک زندگی اسلامی- ایرانی در میان آحاد ملّت» تعریف شد.

رئیس بسیج جامعه زنان ویژگی‌های پایه‌ای این سبک را «رابطه انسان با خود»، «رابطه انسان با خدا» و «رابطه او با مردم» تعریف کرد.
کتاب سبک زندگی پلیس اسلامی ایرانی توسط دکتر محمد عبدالرحیمی عضو هیئت علمی دانشگاه علوم انتظامی امین در سال ۱۳۹۶ تألیف شد. این کتاب حاوی مؤلفه‌ها و شاخص‌های ایجاد سبک زندگی اسلامی برای پلیس است.

## وابسته
- بدحجابی